# Pieranica
Pieranica é uma comuna italiana da região da Lombardia, província de Cremona, com cerca de 900 habitantes. Estende-se por uma área de 2 km², tendo uma densidade populacional de 450 hab/km². Faz fronteira com Capralba, Quintano, Torlino Vimercati.

## Demografia
| Variação demográfica do município entre 1861 e 2011                               |
|                                                                                   |
| Fonte: Istituto Nazionale di Statistica (ISTAT) - Elaboração gráfica da Wikipedia |